# Xturmangof
Xturmangof (en rus: Штурмангоф) és un poble (un possiólok) de l'óblast de Leningrad, a Rússia, que en el cens del 2010 tenia 17 habitants, pertany al districte de Vólossovo.